# Reciîceanî, Horodok
Reciîceanî (în ucraineană Речичани) este localitatea de reședință a comunei Reciîceanî din raionul Horodok, regiunea Liov, Ucraina.

## Demografie
Componența lingvistică a localității Reciîceanî
     Ucraineană (100%)
Conform recensământului din 2001, toată populația localității Reciîceanî era vorbitoare de ucraineană (100%).